# Église de la Résurrection de Ludwigshafen-Oppau
 (avril 2025).
Pour les articles homonymes, voir Église de la Résurrection.
L'Église de la Résurrection (en allemand : Auferstehungskirche) est une église protestante dans le quartier d'Oppau à Ludwigshafen. C'est déjà la septième église sur ce site.

## Histoire
La première église d'Oppau, dédiée à Saint-Martin, est mentionnée pour la première fois dans le Codex de Lorsch en 808. En 1556, l'électeur palatin Ottheinrich introduisit la confession luthérienne. Son successeur Frédéric III se convertit au calvinisme, après quoi l'église d'Oppau fut presque entièrement réformée et fut finalement attribuée à l'Église réformée lors de la Pfälzischen Kirchenteilung en 1705.
La première église fut détruite par une inondation en 1243. Elle était entièrement construite en bois, à l'exception des fondations. La nouvelle église fut construite en pierre, mais elle fut également détruite par les inondations de 1707. Le bâtiment qui lui succède a été construit plus large mais de même longueur. Elle fut également endommagée à plusieurs reprises par les eaux du Rhin, de sorte que l'église délabrée dut être démolie en 1827. Le bâtiment successeur avait un plan en forme de L, avec la tour à l'angle. En 1842, l'église reçut une extension et la tour reçut une nouvelle conception. Cette église fut détruite en 1921 par l'explosion de l'usine d'azote d'Oppau.
Le nouveau bâtiment fut inauguré le 24 juin 1923. L'église était désormais nettement plus grande et avait déjà le plan actuel. Les plans du bâtiment provenaient de l'architecte gouvernemental Schrade de Mannheim et la construction était dirigée par l'architecte Kullmann de Ludwigshafen. Pendant la Seconde Guerre mondiale, cette église fut également détruite après un raid aérien en 1943. L'église fut reconstruite sur les murs de fondation, mais sous une forme différente, par Walter Blessing en 1951/52. A l'occasion de son inauguration le 14 décembre 1952, elle fut baptisée Église de la Résurrection (Auferstehungskirche). L'église a fait l'objet d'une rénovation extérieure en 2000 et d'une rénovation intérieure en 2006.

## Description
Cette église est située au centre d'un districts de Ludwigshafen-Oppau. Il s'agit d'un bâtiment d'une Église à nef unique classique. La tour semi-escamotée, haute de 42 mètres, est disposée au-dessus du chœur. La nef est couverte d'un toit en batière. Il y a cinq fenêtres cintrées de chaque côté. Les trois travées orientales se détachent et sont structurées de pilastres.
À l’intérieur se trouve une galerie en bois qui s’étend sur trois côtés. La fenêtre du chœur a été conçue par Willy Oeser et montre Jésus avec ses blessures. L'orgue a été construit par Steinmeyer jusqu'en 1957. L'instrument possède 2 016 tuyaux et 24 registres sur deux claviers et un pédalier. Une cloche datant de 1767 a survécu à toutes les destructions et aux guerres. C'était la plus ancienne cloche de Ludwigshafen et elle a été réparée à nouveau chez BASF en 1947. Après une fissure, il était inutilisable et a été transformé en fonts baptismaux en 1978. Aujourd'hui, le carillon se compose de quatre cloches, qui ont été fondues par le Bochumer Verein en 1954 :
| nom                      | Ø (mm) | kg    | tonalité |
| ------------------------ | ------ | ----- | -------- |
| Glas                     | 1.510  | 1.665 | d1       |
| Cloche de prière du soir | 1.260  | 1.000 | f1       |
| Cloche de prière de midi | 1.180  | 970   | g1       |
| Cloche de baptême        | 1.050  | 710   | a1       |

## Litérature
- Protestantische Kirchengemeinde Lu-Oppau (Hrsg.) : 50 Jahre Auferstehungskirche 1952–2002 : 1200 Jahre Kirche in Oppau. Speyer 2002.
- Friedhelm Borggrefe : Unterwegs zum Hafen der Hoffnung : 150 Jahre Protestantische Kirche in Ludwigshafen am Rhein. Ludwigshafen am Rhein 2003,  (ISBN 3-924667-31-4).
- Friedrich Schmitt : Ludwigshafener Kirchenbau. Ludwigshafen/Rhein 1985.
- Hans Caspary (Bearb.), Georg Dehio (Begr.) : Handbuch der Deutschen Kunstdenkmäler: Rheinland-Pfalz, Saarland. München 1984,  (ISBN 3-422-00382-7).
- Stadtarchiv der Stadt Ludwigshafen am Rhein, Stefan Mörz, Klaus Jürgen Becker (Hrsg.) : Geschichte der Stadt Ludwigshafen am Rhein : Bd. 1. Von den Anfängen bis zum Ende des Ersten Weltkrieges. Ludwigshafen am Rhein 2003,  (ISBN 3-924667-35-7).

## Liens extérieurs
- Protestantische Kirchengemeinde Oppau
- Verzeichnis Kulturdaenkmaeler/Ludwigshafen.pdf, p. 22